# 지린역
지린역(중국어: 吉林站, 길림역)은 중국 지린성 지린시 창이구 충칭로1호에 위치한 철도역으로, 1908년에 설립되고, 1912년 10월 20일에 둥관 역(东关站)이란 이름으로 정식 개장했다. 한태 지린 철로국 관할하에 있던 여객 및 화물 특등역이었으나, 현재는 중국철로 선양국 그룹 유한회사 지린 차무단(车务段)에 속한 2등역이다. 역에는 6개의 섬식 승강장, 2개의 상대식 승강장, 14개의 선로가 있다.

## 역 구조

### 역 건물

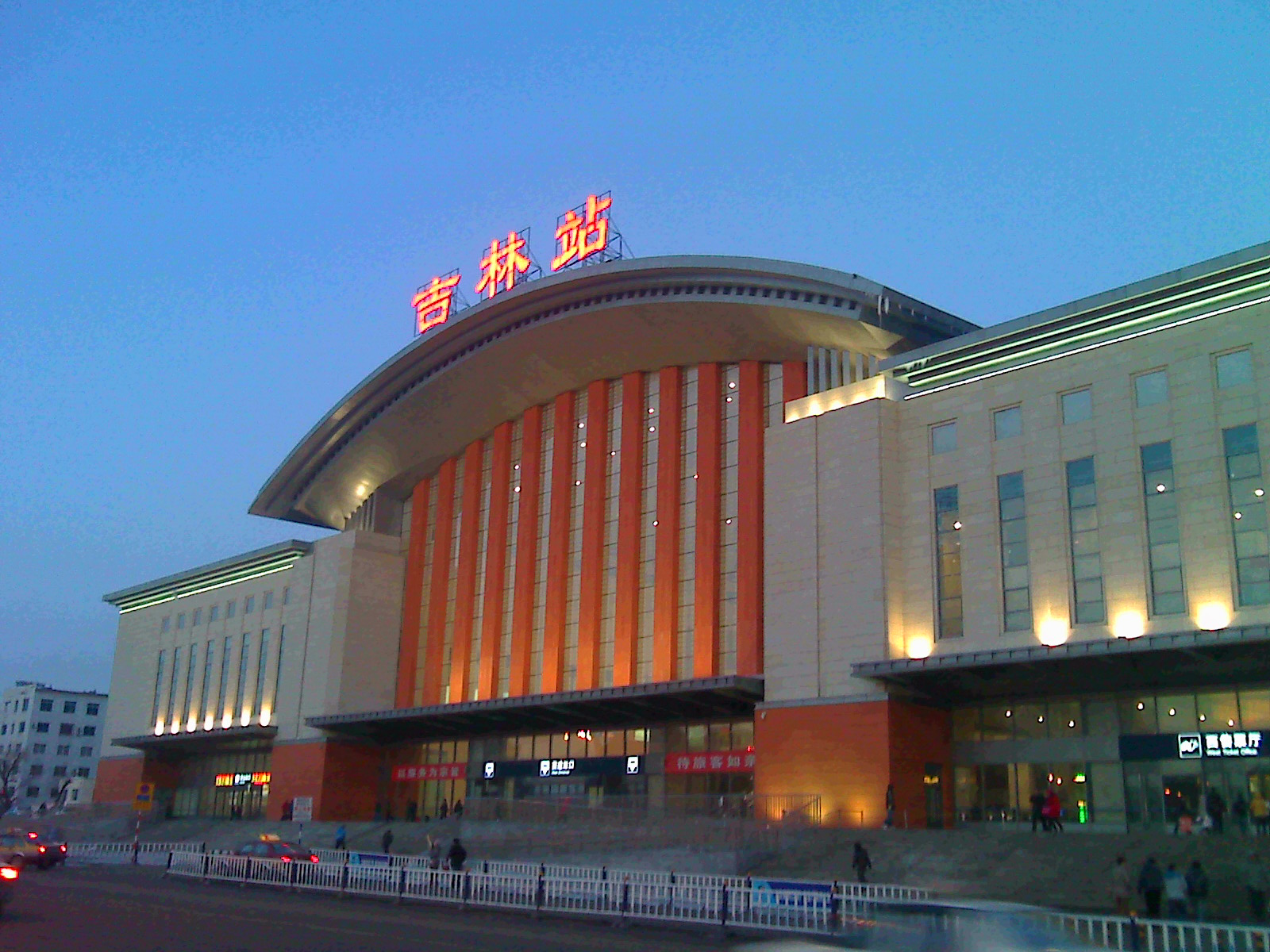
2011년부터 사용한 신역사

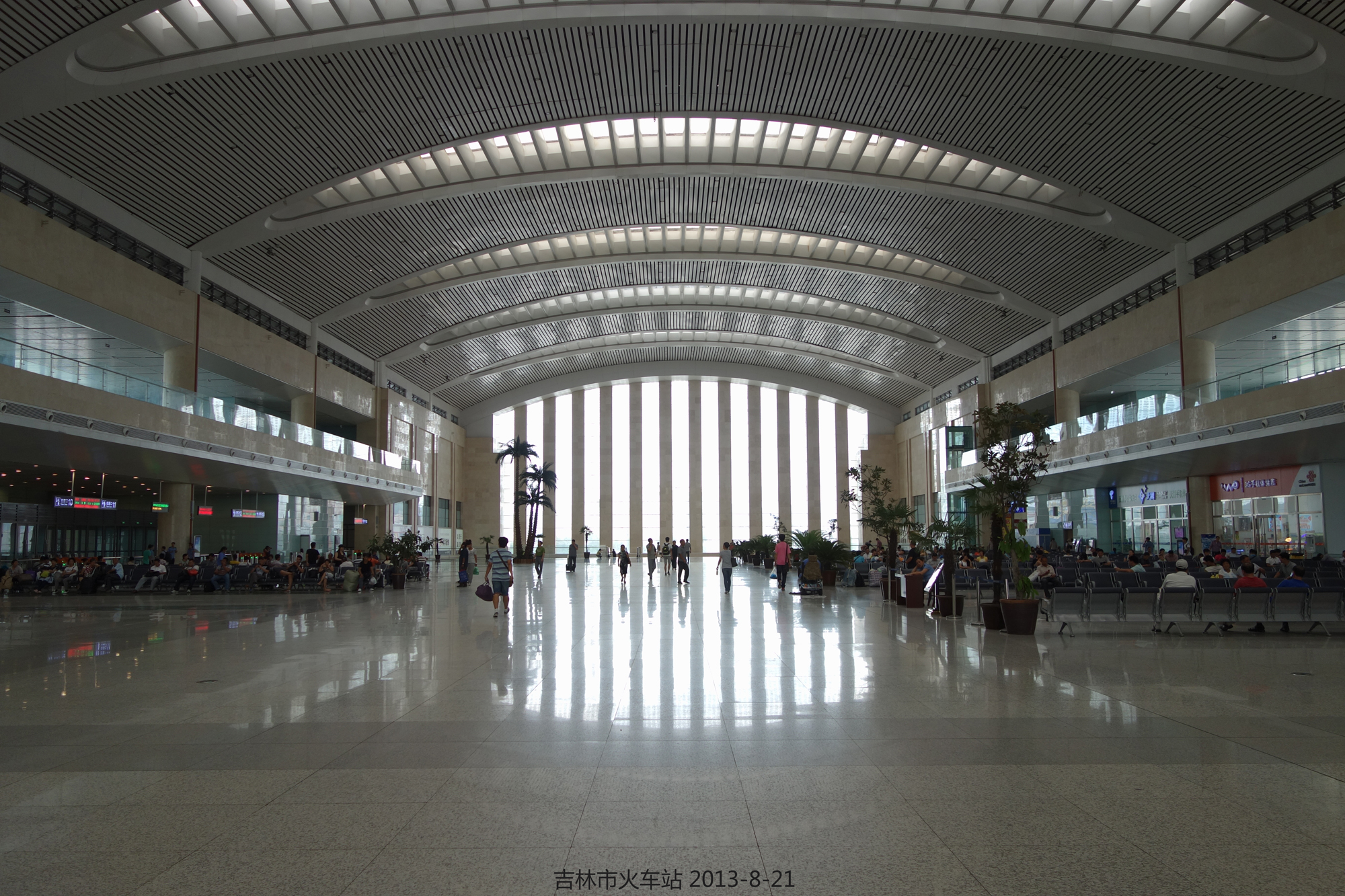
고가 대합실

현재, 길림 역은 동쪽과 서쪽의 양 역사, 고가 대합실, 기둥없는 캐노피와 고상 승강장, 지하 통로를 콩한 동서 광장의 지하 교통의 중심(시당국 관할)으로 나뉘며, 승객 구역은 지상 승강장, 고가 대합실 및 서비스 구역, 지하 도착 층 및 시영 교통 중심 구역으로 구분된다. 길림역 철도관할 구역의 총 건축 면적은 229,110 평방미터이고, 역 건물의 총 건축 면적은 53,821 평방미터이다.고가 대합실은 20125 평방미터의 면적을 차지하며 상등석 대기실과 보통열차 대기실, 특급열차 대기실로 나뉘며, 동시에 약 3,000명의 사람들을 수용할 수 있다. 동쪽과 서쪽에 2개의 중형 대합실이 있으며, 두개의 기본역에 사용하며, 6000명의 사람들이 모이는 혼잡시간에 대응하도록 되어있다. 새롭게 구축된 동광장(东广场)은 약 50,000 평방미터의 면적을 차지하며, 광장 주변에는 지하 주차장, 교통 서비스 지역, 휴양 경관 지역이 있으며, 동광장 및 부설 구역 면적은 480,000 평방미터에 달한다.

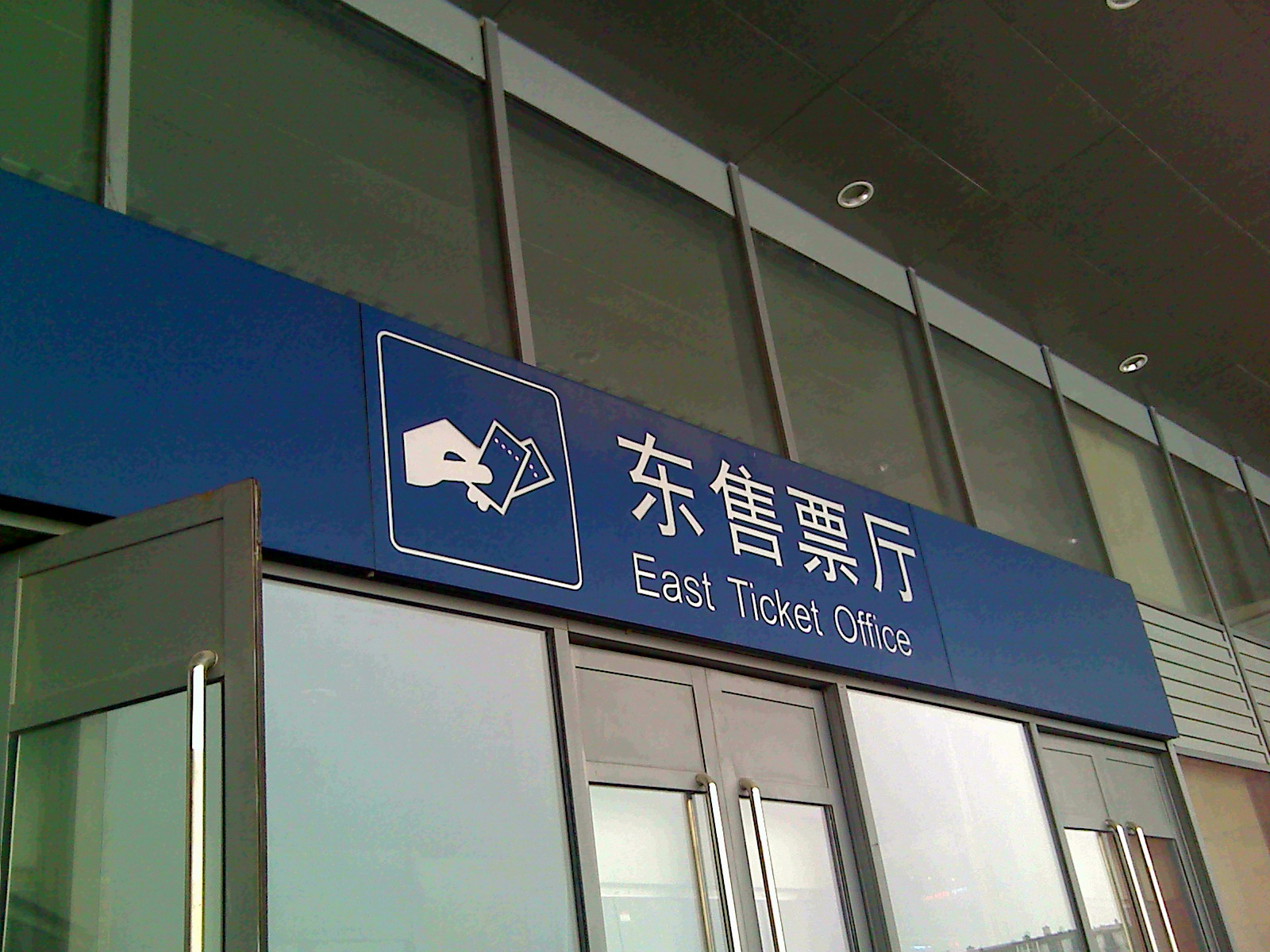
동부 발권 사무소
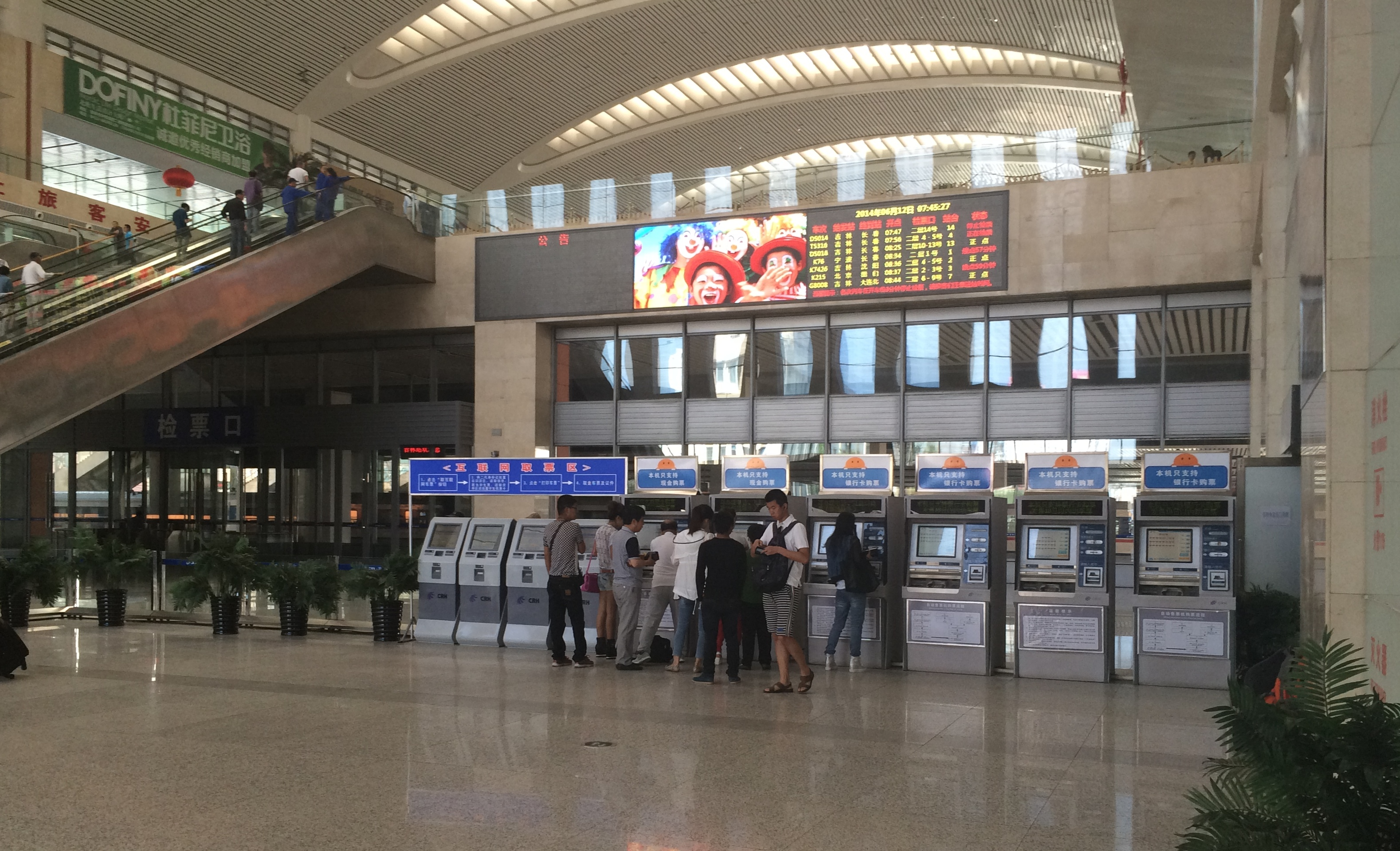
지린역 서쪽 매표소의 티켓 자동판매기
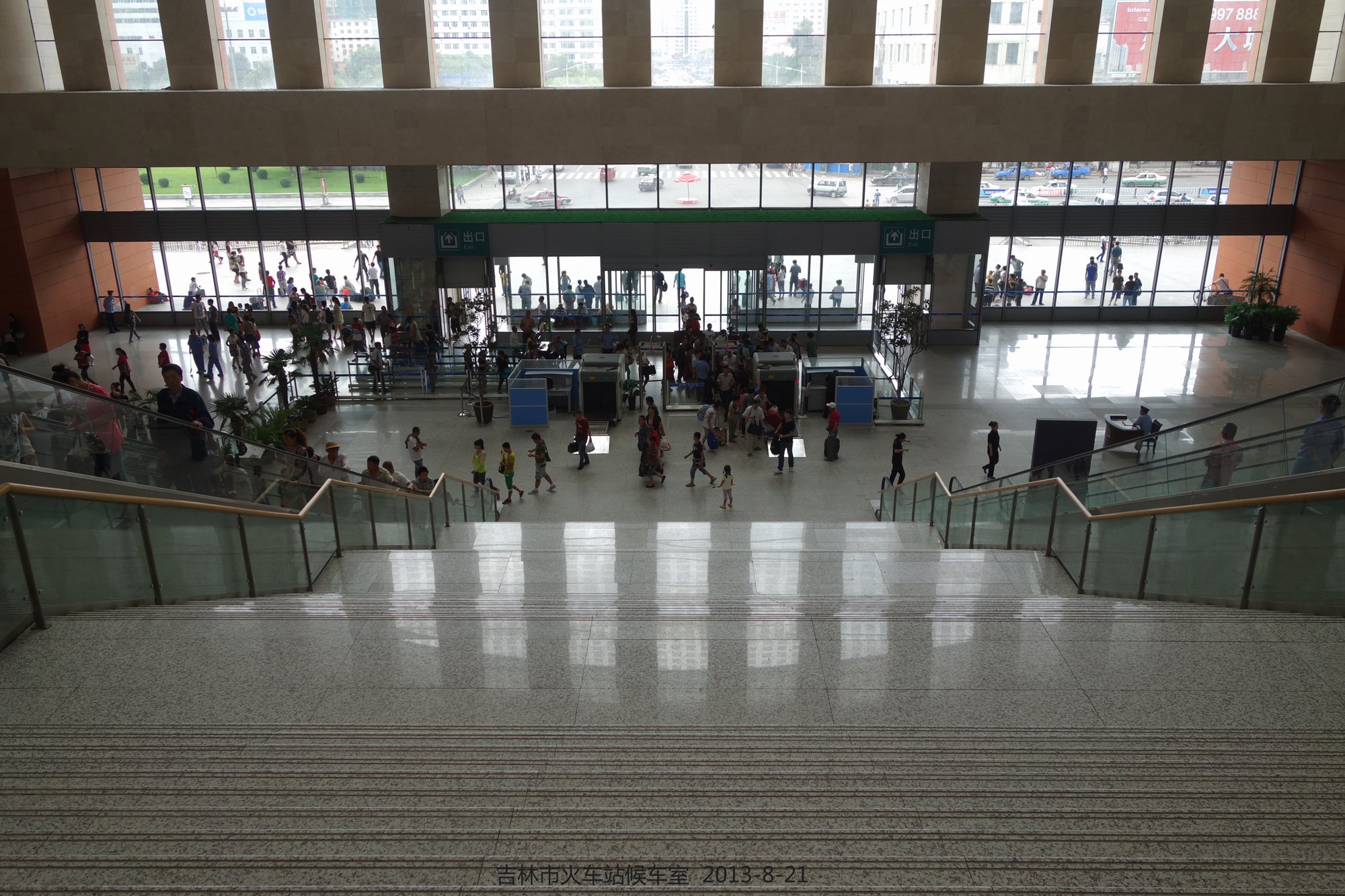
역내 출구
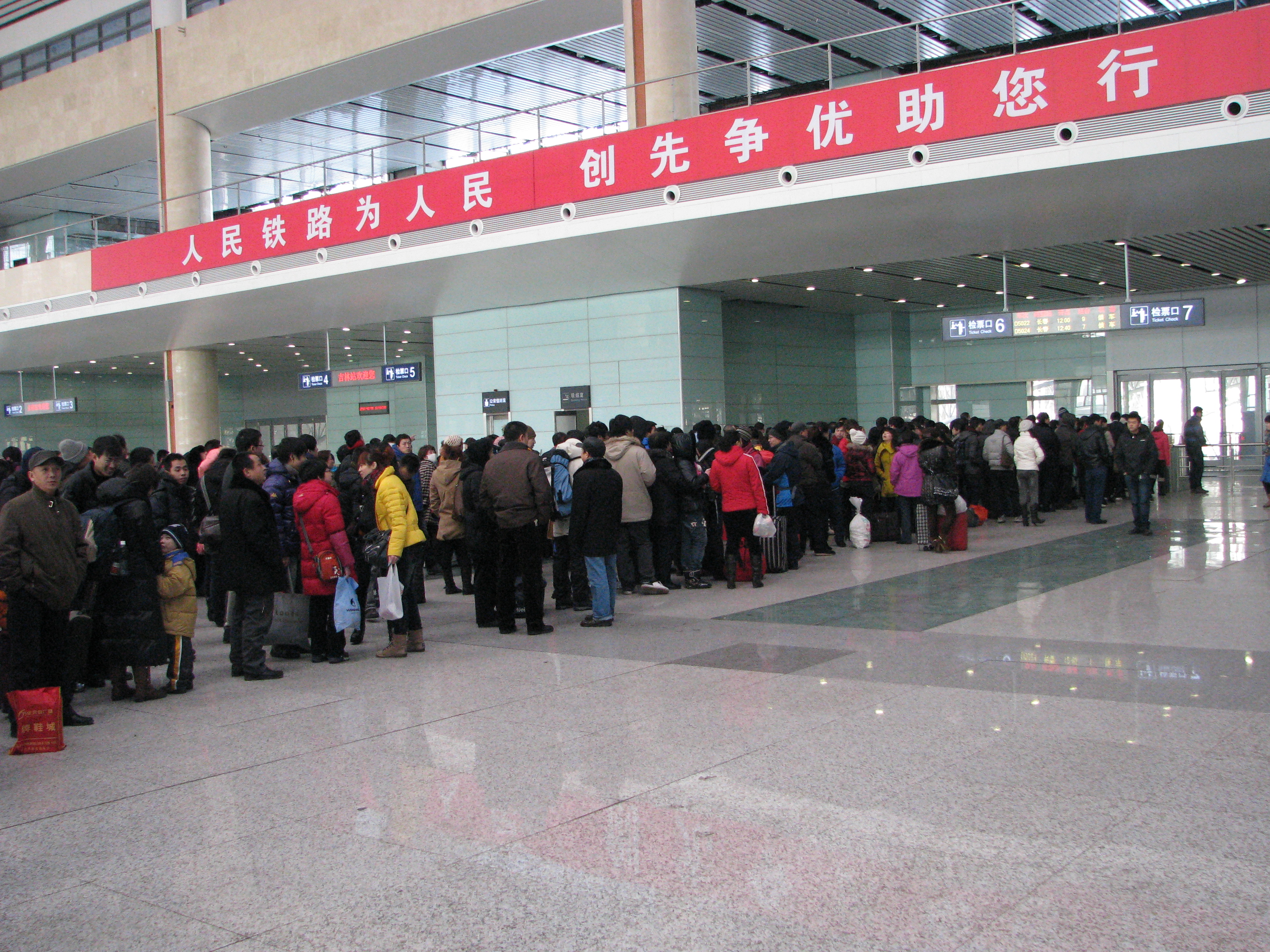
고가 대합실에서 티켓을 확인하기 위해 줄을 서서 기다리는 승객들.
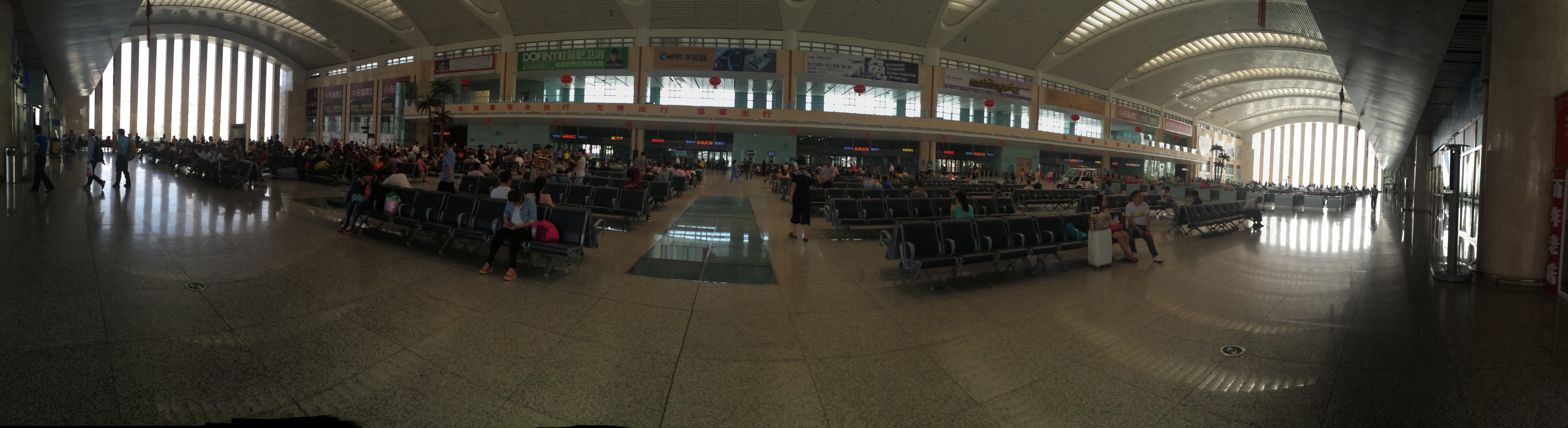
지린역 대합실 파노라마

### 승강장

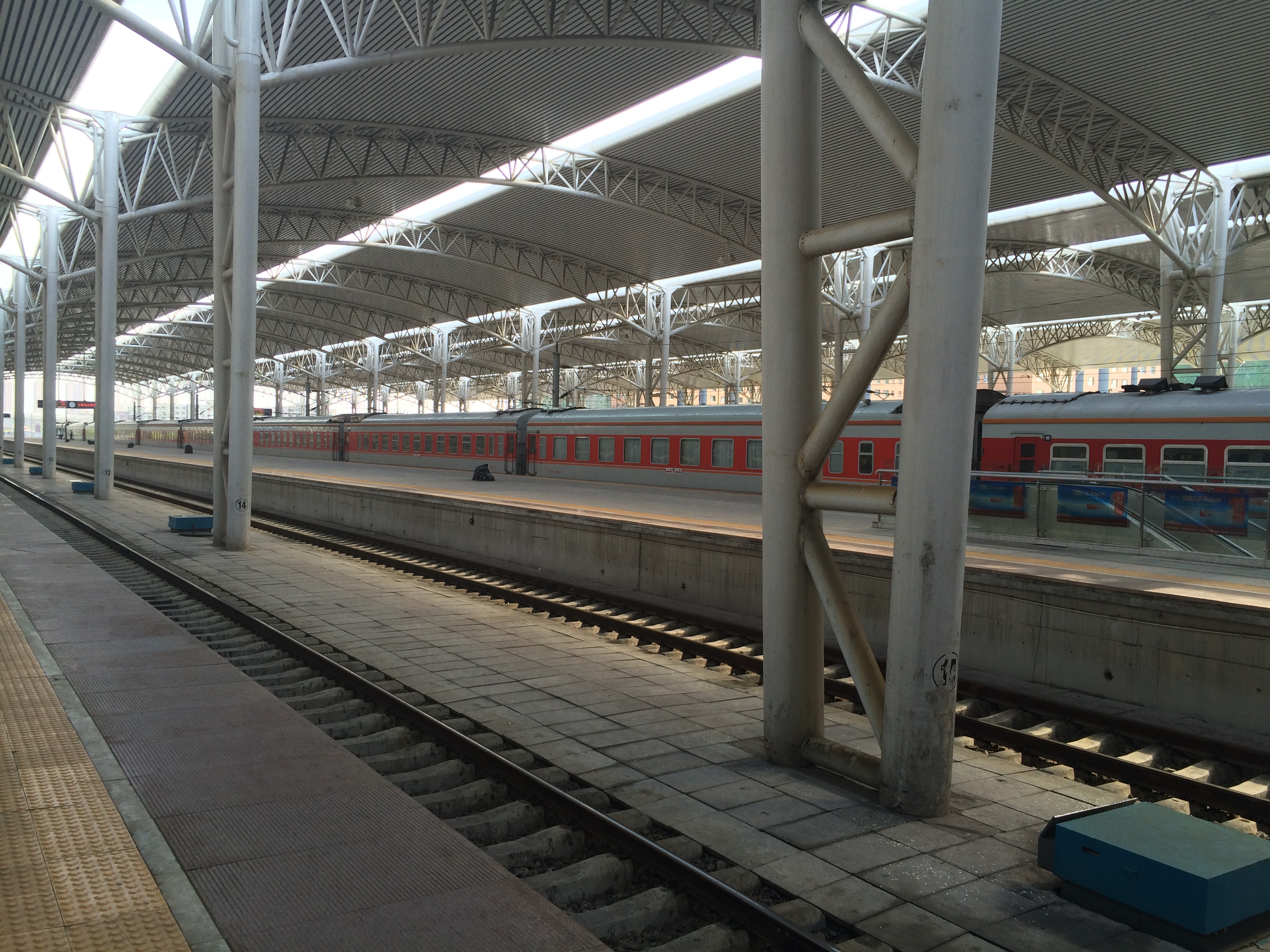
지린역 내

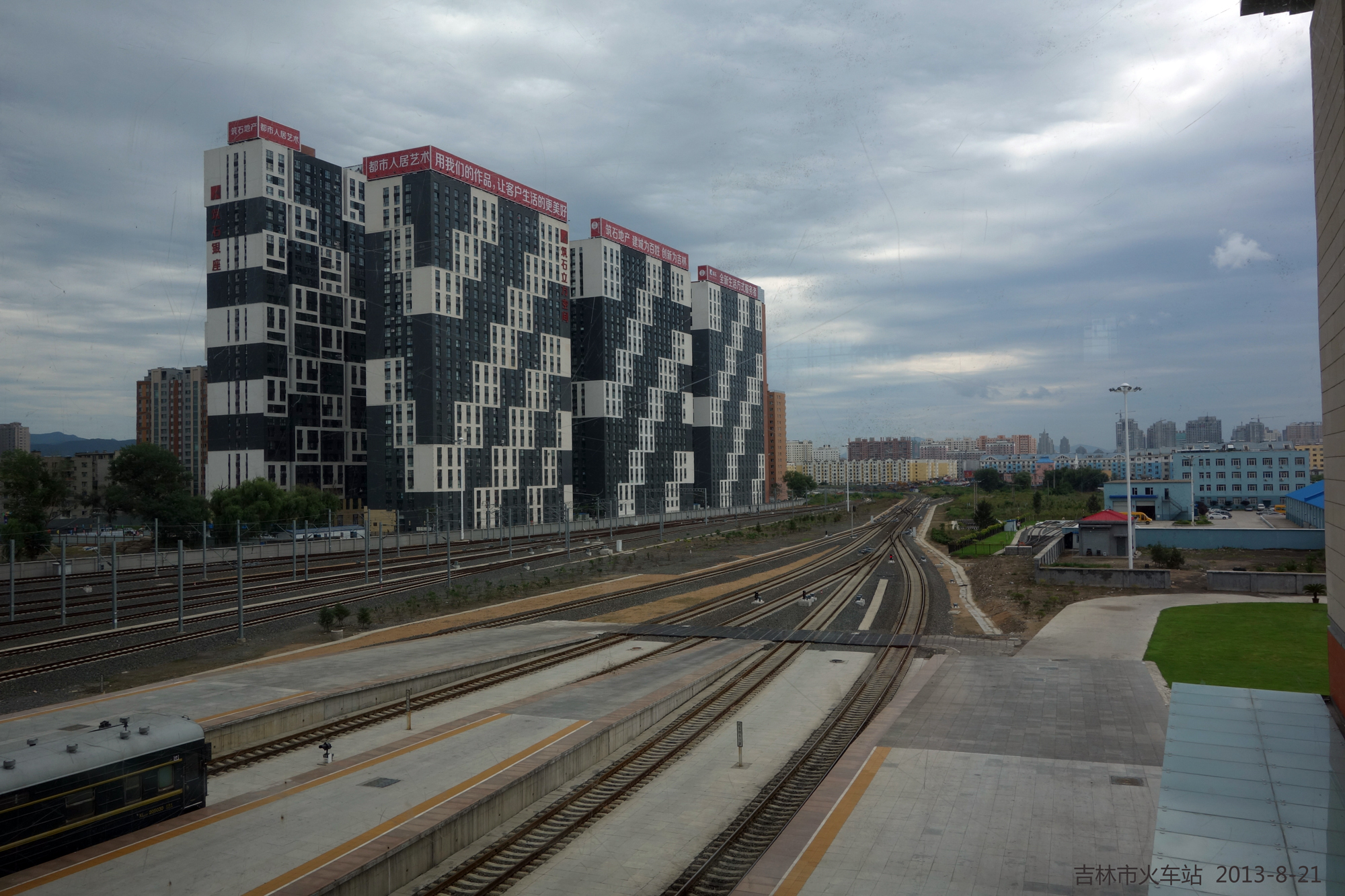
역의 하행선 방향

길림역 역의 총 규모는 8면 14선으로, 서쪽에서부터 보통열차가 서는 1~5번, 창훈 성제철로 고속열차가 서는 6~14번,  无机走线 및 통과선으로 구성된다. 이 역은 125cm 의 고상 승강장이다. 5개의 보통 열차 노선의 유효 길이는 550m이고, 한 개의 고속선 유효 길이는 500m이며, 8개의 고속선 유효 길이는 450m이다.
| 승강장 번호 | 노선                            | 운행 방면                   |
| ----------- | ------------------------------- | --------------------------- |
| 1～3        | 창투 철로・선지 철로・지수 철로 | 창춘・투먼・선양・수란 방면 |
| 4～5        | 창투 철로・지수 철로            | 창춘・투먼・수란 방면       |
| 6～14       | 창훈 성제철로                   | 창춘・후이춘 방면           |

| ↑ 하다완・솽지 (북)↑ 베이산 (서)                      |
| 1 2 \| 3 4 \| 5 6 \| 7 8 \| 9 10 \| 11 12 \| 13 14 \| |
| ↓ 룽탄산・자오허시 (남)                               |

## 사용

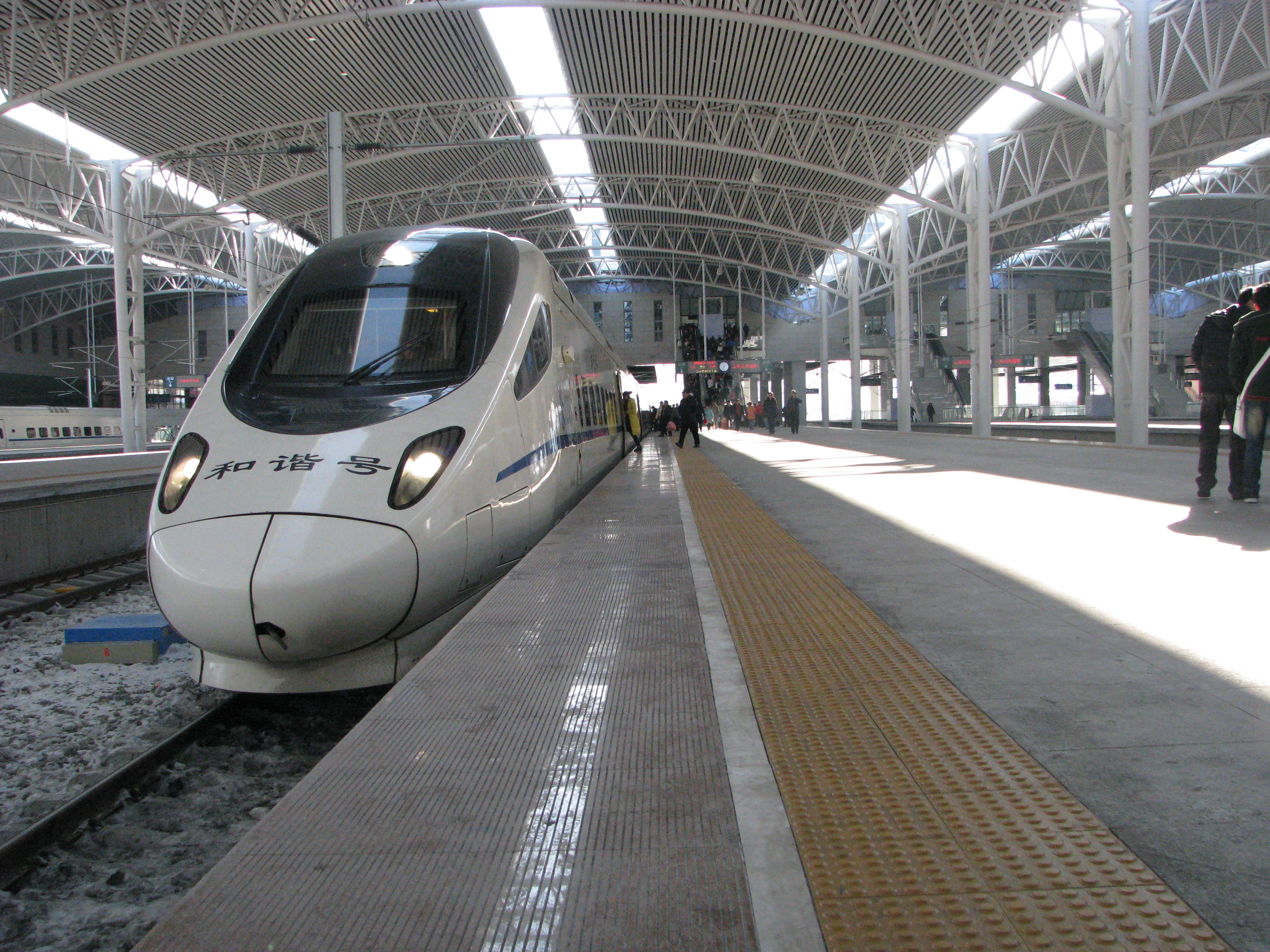
지린역에 정차한 CRH5 전동열차

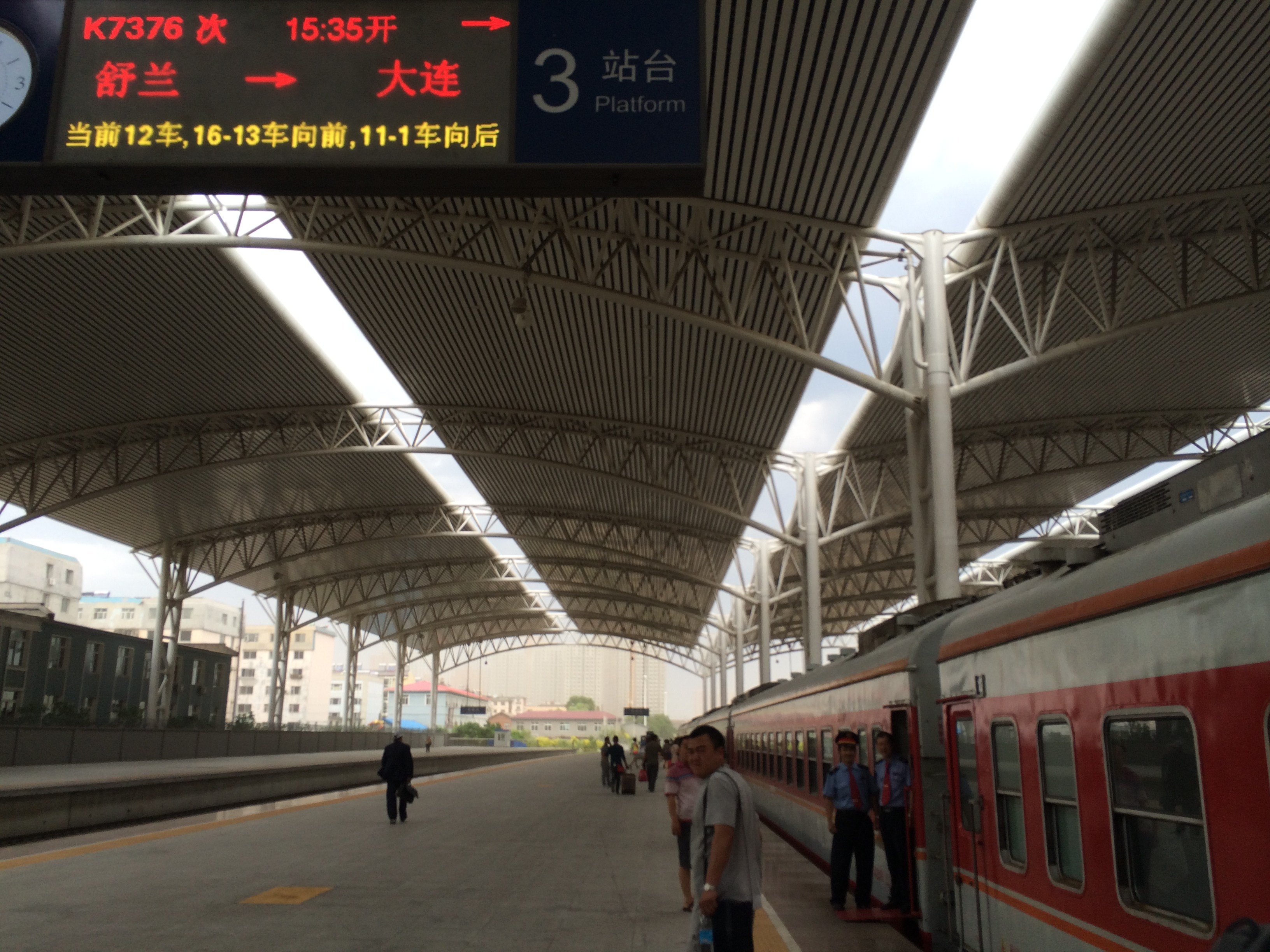
지린역에 정차한 K7376차 열차

지린역은 현재 지린 철도의 주요 여객역이며, 화물 운송을 취급하지 않는다.
지린역은 지린시에서 가장 큰 교통의 중심지이며, 지린역 동쪽 및 서쪽 광장의 버스 정류장에서 많은 버스가 발원된다. 서쪽 광장에는 지린시 고속공로 여객 수송국이 있으며, 중간 및 단거리 노선은 여기에서 출발하는, 도로 교통의 중심지 중 하나이다.
역은 창투 철로, 선지 철로, 지수 철로, 창훈 성제철로가 지나며, 연락선을 통해 하다 승객 전용선에 연결될 수 있다. EMU 열차는 베이징, 베이징 남, 톈진 서, 선양, 다롄, 하얼빈 서, 장춘, 장춘 서, 룽자 및 기타 역에 도달 할 수 있으며, 보통 열차는 닝보, 상하이, 항저우 동, 톈진, 베이징, 칭다오 북, 투먼 및 기타 역에 도달할 수 있다. 지린역은 2018년 4월 14일부터, 130여대의 EMU와 24대의 일반 열차를 포함해, 매일 여객 수송을 위한 154대의 여객 열차를 보유하고 있다.

### 여객 열차 목적지
| 열차 소속 철도국 | 목적지 |
| ---------------- | --- |
| G、C 열차 목적지 | |
| 베이징국 그룹    | 출발지 : 베이징난 |
| 선양국 그룹      | 출발지 : 베이징난, 하얼빈시, 선양베이, 다롄, 다롄베이, 창춘, 단둥, 자오허시 교차점 : 창춘, 다롄, 다롄베이, 옌지시, 후이춘, 자오허시 |
| D 열차 목적지    | |
| 하얼빈국 그룹    | 교차점 : 치치하얼, 후이춘 |
| 선양국 그룹      | 출발지 : 베이징 교차점：베이징, 하얼빈시, 단둥, 옌지시, 후이춘                                                                      |
| 보통 열차 목적지 | |
| 선양국 그룹      | 출발지 : 베이징, 상하이, 선양, 난퉁, 다롄, 메이허커우, 투먼, 퉁화, 바이허, 수란, 산허툰 교차점：닝보, 칭다오베이, 잉커우, 옌지      |

### 관련 열차
- 창지 성제 전동차
- Z117/118차 열차 (구 T271/272차)
- K215/216차 열차
- K516/517, K518/515차 열차
- K7375/7376차 열차
- K7425/7426차 열차

## 인접정차역
| 중국 철로               | 중국 철로     | 중국 철로                    |
| ----------------------- | ------------- | ---------------------------- |
| 하다완역 창춘역 방면    | 장투 철로     | 룽탄산역 투먼역, 수란역 방면 |
| 시·종착역               | 지수 철로     | 룽탄산역 투먼역, 수란역 방면 |
| 시산 선로소 선양역 방면 | 선지 철로     | 시·종착역                    |
| 솽지역 창춘 서역 방면   | 창훈 성제철로 | 자오허 서역 후이춘역 방면    |

## 같이 보기
- 동청 철도
- 남만주철도주식회사